# Batalion KOP „Nowe Święciany”

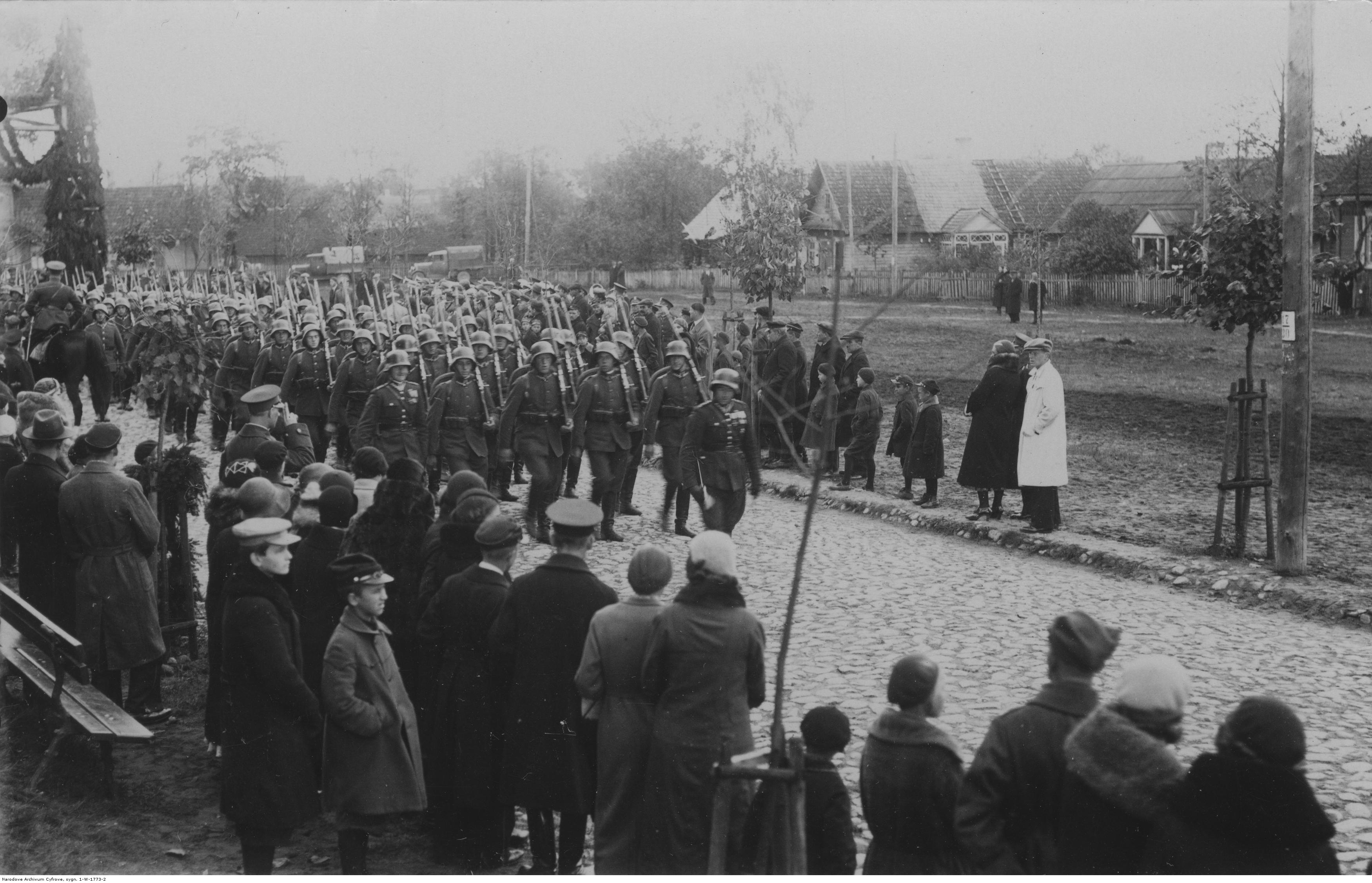
Obchody X- lecia Korpusu Ochrony Pogranicza w batalionie KOP „Nowe Święciany”; defilada

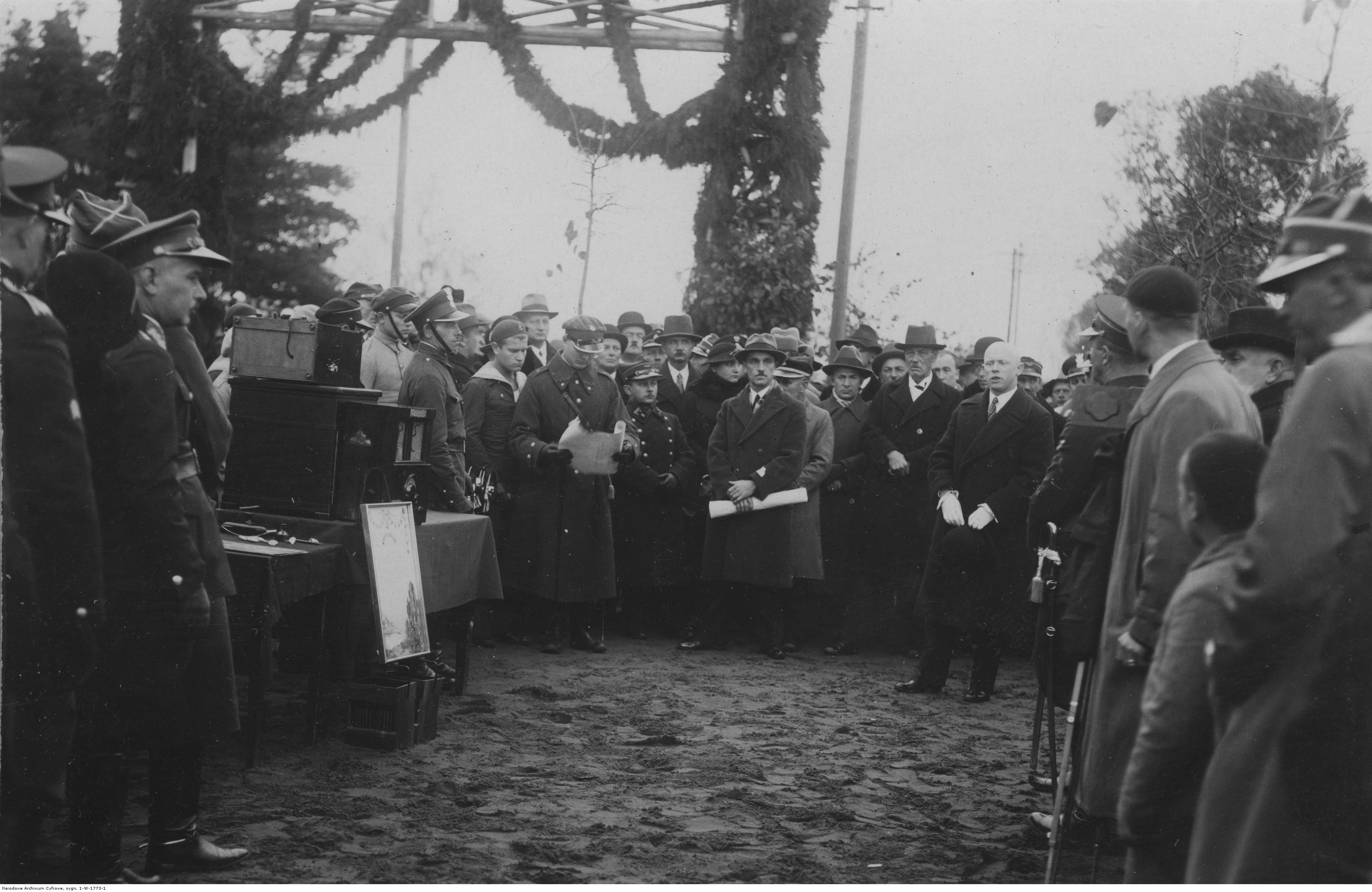
Obchody X- lecia KOP w batalionie KOP „Nowe Święciany” - przemówienie starosty Stanisława Dworaka

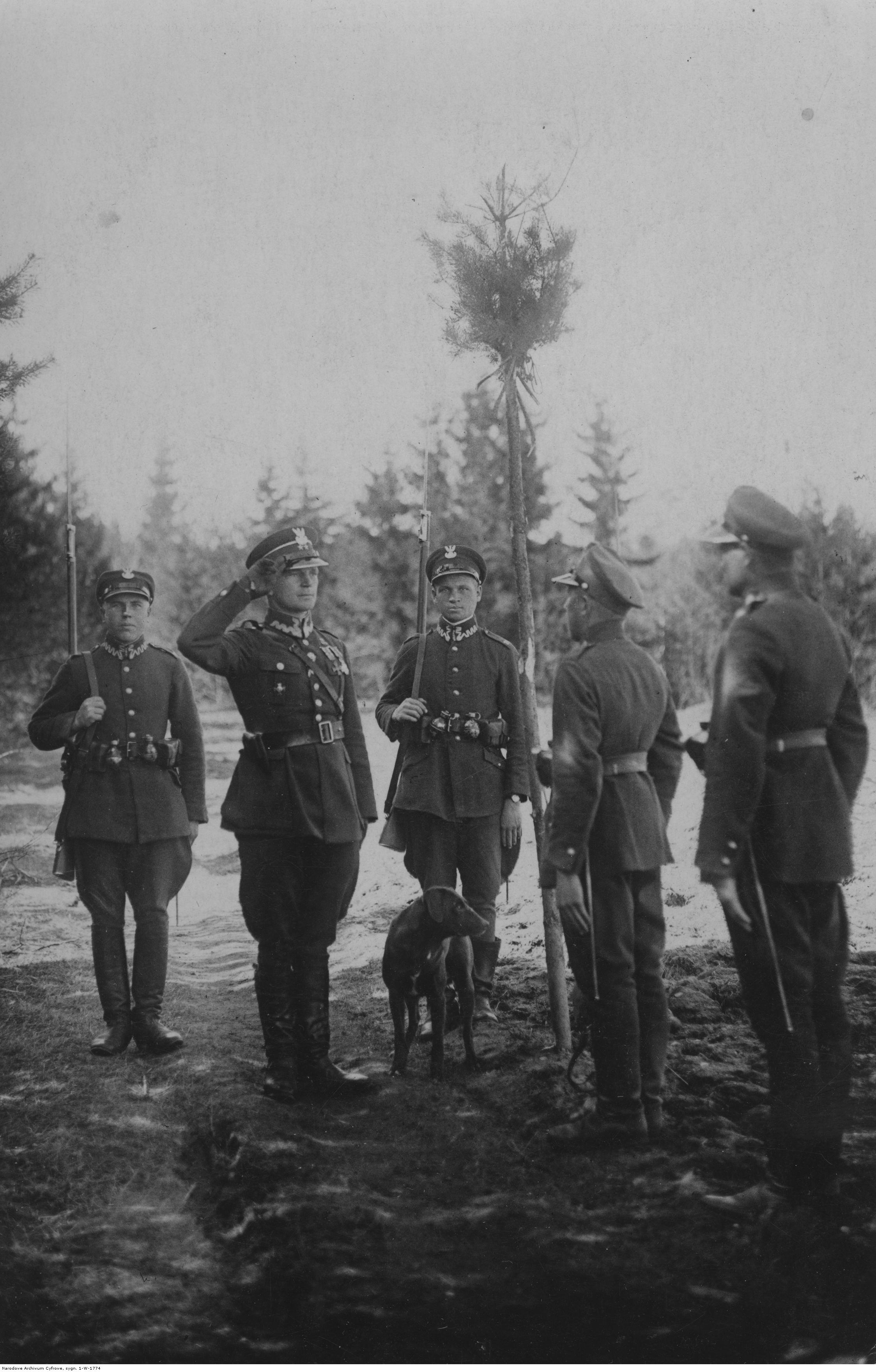
Patrol batalionu KOP „Nowe Święciany”. Kontrola na granicy przez d-cę plutonu por. Kuleszę

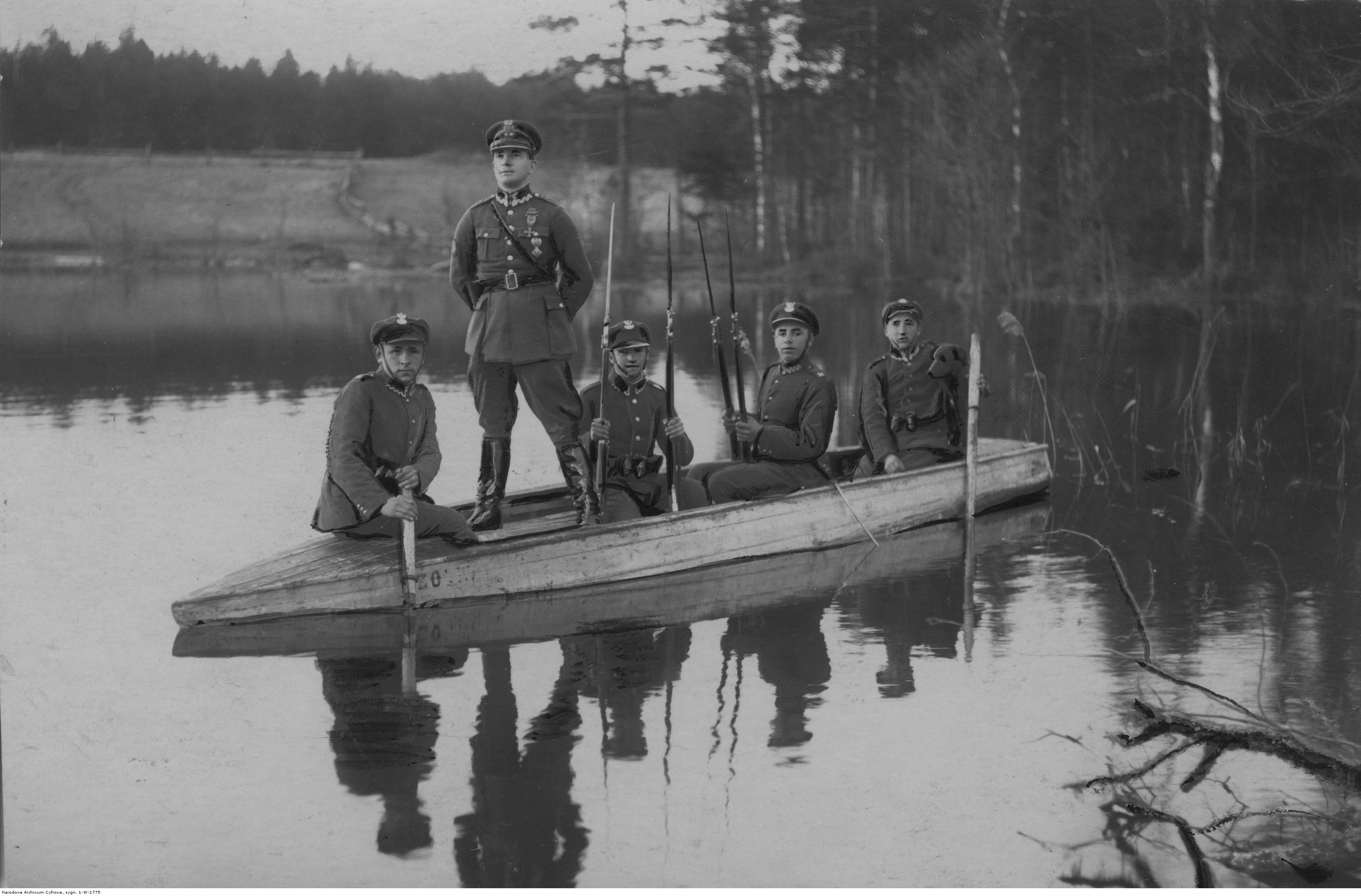
Patrol batalionu KOP „Nowe Święciany” na jeziorze.

Batalion KOP „Nowe Święciany” – pododdział piechoty, podstawowa jednostka taktyczna Korpusu Ochrony Pogranicza pełniąca służbę ochronną na granicy polsko-litewskiej.

## Geneza
Do czasu zakończenia wojny polsko-bolszewickiej, czyli do jesieni 1920, wschodnią granicę państwa polskiego wyznaczała linia frontu. Dopiero zarządzeniem z 6 listopada 1920 utworzono Kordon Graniczny Ministerstwa Spraw Wojskowych. W połowie stycznia 1921 zmodyfikowano formę ochrony granicy i rozpoczęto organizowanie Kordonu Granicznego Naczelnego Dowództwa WP. Obsadzony on miał być przez żandarmerię polową i oddziały wojskowe. Latem 1921 ochronę granicy wschodniej postanowiło powierzyć Batalionom Celnym. W Nowych Swiecianach rozmieszczono dowództwo i pododdziały sztabowe 43 batalionu celnego. 
W drugiej połowie 1922 przeprowadzono kolejną reorganizację organów strzegących granicy wschodniej. 1 września 1922 bataliony celne przemianowano na bataliony Straży Granicznej. W rejonie odpowiedzialności przyszłego batalionu KOP „Nowe Świeciany” służbę graniczną pełniły pododdziały 43 batalionu Straży Granicznej. 
Już w następnym zlikwidowano Straż Graniczną, a z dniem 1 lipca 1923 pełnienie służby granicznej na wschodnich rubieżach powierzono Policji Państwowej. 
W sierpniu 1924 podjęto uchwałę o powołaniu Korpusu Ochrony Pogranicza – formacji zorganizowanej na wzór wojskowy, a będącej etacie Ministerstwa Spraw Wewnętrznych.

## Formowanie i zmiany organizacyjne
Na posiedzeniu Politycznego Komitetu Rady Ministrów, w dniach 21-22 sierpnia 1924, zapadła decyzja powołania Korpusu Wojskowej Straży Granicznej. 12 września 1924 Ministerstwo Spraw Wojskowych wydało rozkaz wykonawczy w sprawie utworzenia Korpusu Ochrony Pogranicza, a 17 września instrukcję określającą jego strukturę. W trzecim etapie organizacji KOP sformowano 6 Brygadę Ochrony Pogranicza, a w jej składzie 20 batalion graniczny. Podstawą formowania było rozporządzenie Ministra Spraw Wewnętrznych nr 1099 ze stycznia 1926. Jednostką formującą był 85 pułk piechoty . Macierzystym garnizonem batalionu były Nowe Święciany w powiecie święciańskim województwa wileńskiego. W skład batalionu wchodziło dowództwo i pluton łączności rozlokowane w Nowych Święcianach, trzy kompanie graniczne w Duksztach (1), Kozaczyźnie (2) i Kołtynianach (3) oraz kompanię szkolną w Ignalinie . Długość ochranianego przez batalion odcinka granicy wynosiła 100 kilometrów, przeciętna długość pododcinka kompanijnego to 33 kilometry, a strażnicy 6 kilometrów. Odległość dowództwa batalionu od dowództwa brygady wynosiła 105 kilometrów.
W lipcu 1929 przyjęto zasadę, że bataliony przyjmą nazwę miejscowości będącej miejscem ich stacjonowania. Obok nazwy geograficznej, do 1931 stosowano również numer batalionu. W tym czasie batalion na uzbrojeniu posiadał 732 karabiny Berthier wz.1916, 52 ręczne karabiny maszynowe Chauchat wz. 1915 i 2 ciężkie karabiny maszynowe wz.1914.
W wyniku reorganizacji batalionu w 1931, w miejsce istniejących plutonów karabinów maszynowych, utworzono kompanię karabinów maszynowych. Rozwinięto też kadry kompanii szkolnej do pełnoetatowej kompanii odwodowej. Po przeprowadzonej reorganizacji „R.2” batalion składał się z dowództwa batalionu, plutonu łączności, kompanii karabinów maszynowych, kompanii odwodowej i trzech kompanii granicznych.
W listopadzie 1936 batalion etatowo liczył 20 oficerów, 71 podoficerów, 27 nadterminowych i 561 żołnierzy służby zasadniczej.
Rozkazem dowódcy KOP z 23 lutego 1937 została zapoczątkowana pierwsza faza reorganizacji Korpusu Ochrony Pogranicza „R.3”. Jej wynikiem było między innymi przeorganizowanie batalionu KOP „Nowe Święciany” poprzez odebranie batalionowi charakteru jednostki administracyjnej z jednoczesnym zreorganizowaniem dowództwo batalionu. Po rozformowaniu Brygady KOP „Wilno”, batalion wszedł w skład pułku KOP „Wilno”. jednostką administracyjną dla batalionu był pułk KOP „Wilno”, ale podkwatermistrzostwo batalionu zaopatrywało szwadron kawalerii KOP „Nowe Święciany”, posterunek żandarmerii KOP „Święciany” i komendę powiatu pw KOP „Święciany”.
Zarządzeniem dowódcy KOP gen. bryg. Jana Kruszewskiego w sprawie zmian w kwatermistrzostwie KOP, dniem 1 kwietnia 1939 zlikwidowane zostało podkwatermistrzostwo batalionu, a sformowano kwatermistrzostwo. W związku ze zlikwidowaniem kwatermistrzostwa w pułkach „Wilno” i „Wilejka”, do batalionu przydzielono pod względem gospodarczym dowództwo pułku „Wilno”.
Tym samym zarządzeniem, z dniem 1 kwietnia 1939 utworzono w batalionie etat oficera ewidencyjno-personalnego w stopniu kapitana. Oficer ten był faktycznie oficerem mobilizacyjnym baonu.
Z dniem 15 maja 1939 batalion stał się oddziałem gospodarczym. Stanowisko kwatermistrza batalionu przemianowane zostało na stanowisko zastępcy dowódcy batalionu do spraw gospodarczych, płatnika na stanowisko oficera gospodarczego, zastępcy oficera materiałowego dla spraw uzbrojenia na zbrojmistrza, zastępcy oficera materiałowego dla spraw żywnościowych na oficera żywnościowego.

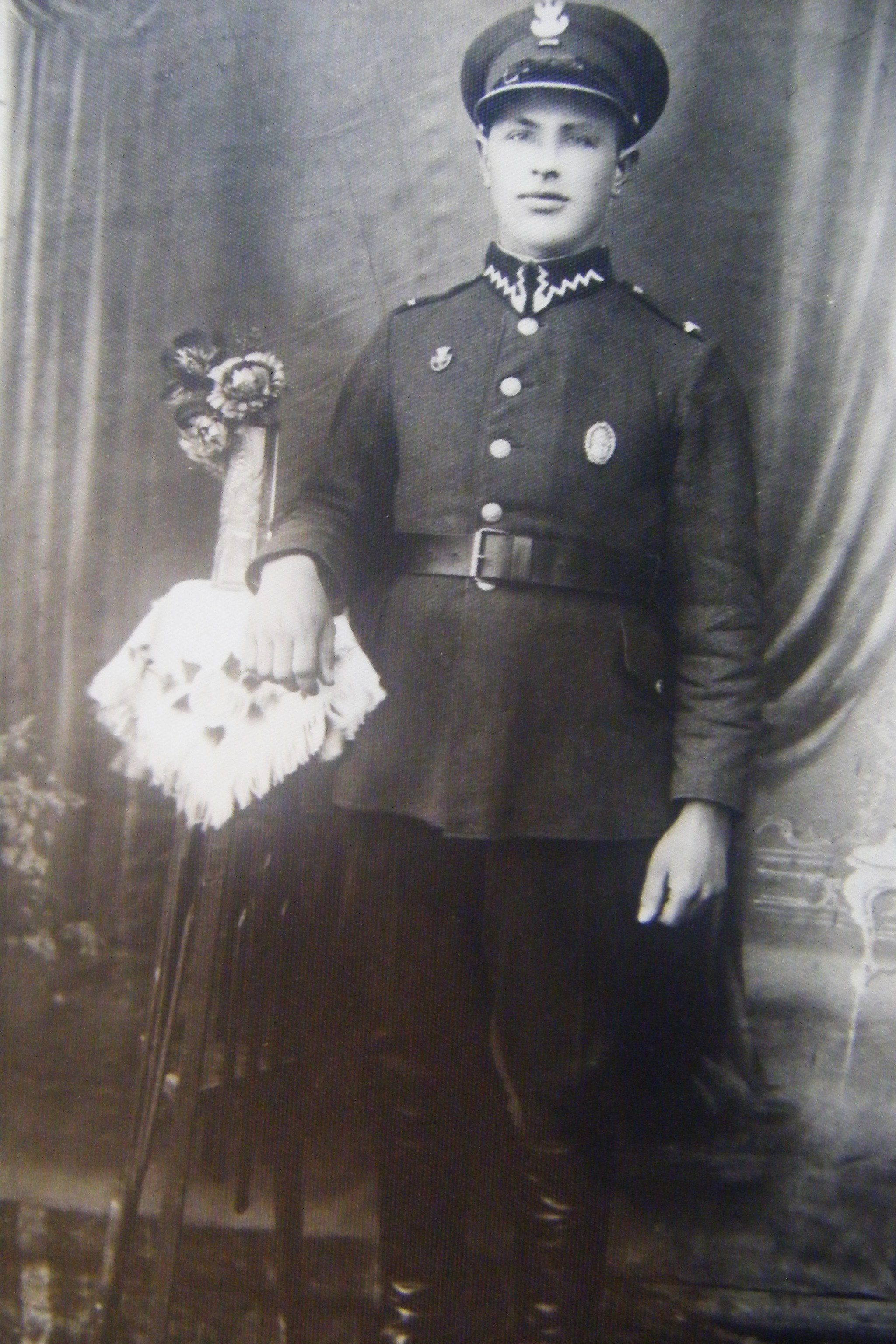
Żołnierz batalionu „Nowe Święciany”. Zdjęcie zrobiono w Ignalinie

## Służba graniczna
Batalion graniczny był podstawową jednostką taktyczną Korpusu Ochrony Pogranicza przeznaczoną do pełnienia służby ochronnej na powierzonym mu odcinku granicy polsko-litewskiej, wydzielonym z pasa ochronnego brygady. Odcinek batalionu dzielił się na pododcinki kompanii, a te z kolei na pododcinki strażnic, które były „zasadniczymi jednostkami pełniącymi służbę ochronną”, w sile półplutonu. Służba ochronna pełniona była systemem zmiennym, polegającym na stałym patrolowaniu strefy nadgranicznej i tyłowej, wystawianiu posterunków alarmowych, obserwacyjnych i kontrolnych stałych, patrolowaniu i organizowaniu zasadzek w miejscach rozpoznanych jako niebezpieczne, kontrolowaniu dokumentów i zatrzymywaniu osób podejrzanych, a także utrzymywaniu ścisłej łączności między oddziałami i władzami administracyjnymi. Batalion graniczny KOP „Nowe Świeciany” w 1934 ochraniał odcinek granicy państwowej szerokości 106 kilometrów 110 metrów. Po odtworzeniu w 1939, batalion ochraniał granicę długości 100 kilometrów 265 metrów.
Bataliony sąsiednie:
- batalion KOP „Niemenczyn” ⇔ batalion KOP „Słobódka”

## Działania batalionu w 1939
Batalion był jednostką mobilizująca. W sierpniu 1939, zgodnie z planem mobilizacyjnym „W”, batalion sformował następujące pododdziały grupy „żółtej”.:
- I batalion 133 pułku piechoty,
- pluton pionierów 133 pp,
- pluton przeciwgazowy 133 pp,
- batalion KOP „Nowo Święciany”.

Ostatni z wymienionych pododdziałów mobilizował się według etatu pokojowego w składzie:
- dowództwo batalionu KOP „Nowo Święciany”,
- kwatermistrzostwo z plutonem gospodarczym,
- pluton łączności,
- kompania graniczna „Kołtyniany”,
- kompania graniczna „Kozaczyzna”,
- kompania graniczna „Dukszty”,
- kompania odwodowa „Ignalino”
- kompania karabinów maszynowych i broni towarzyszącej

Batalion KOP „Nowo Święciany” został podporządkowany tymczasowemu dowództwu pułku KOP „Wilno”. Po odtworzeniu batalion ochraniał granicę z Litwą o długości 100,265km. Po 17 września 1939 odpierał agresję ZSRR na Polskę.
Ostatnim dowódcą był rtm. Stanisław Wyskota Zakrzewski, który wyszedł na wojnę 1939 jako dowódca 2 szwadronu 13 pułku ułanów z Nowej Wilejki.

## Struktura organizacyjna batalionu

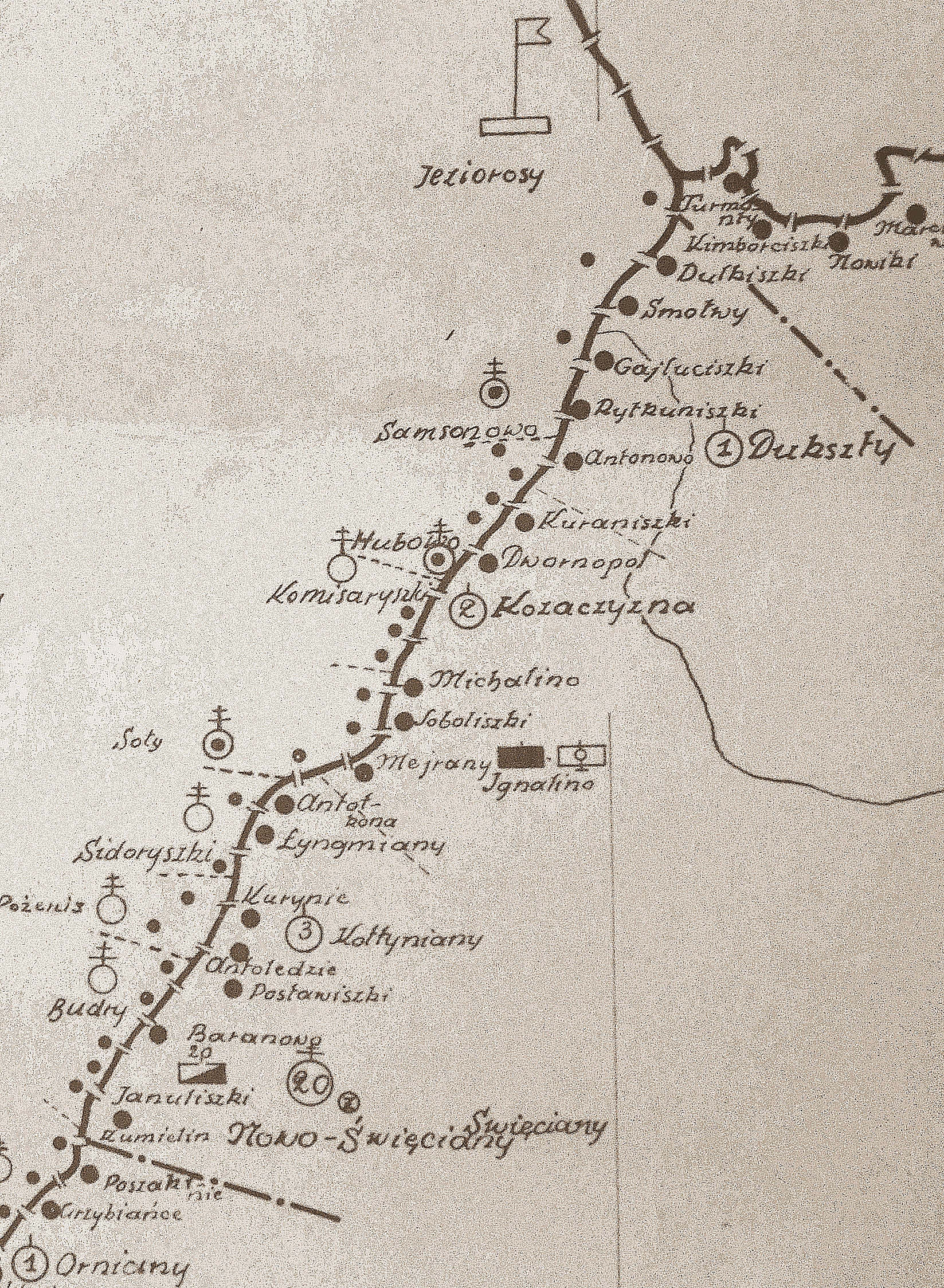
Rozmieszczenie batalionu KOP
„Nowe Święciany” w 1931

Organizacja batalionu w 1934:
- dowództwo batalionu
- pluton łączności
- kompania odwodowa − Ignalino
- kompania karabinów maszynowych − Ignalino
- 1 kompania graniczna KOP „Dukszty”
- 2 kompania graniczna KOP „Kozaczyzna”
- 3 kompania graniczna KOP „Kołtyniany”

Wykaz kompanii przed 1937 rokiem (nie w pełni wiarygodne źródło):

Dowództwo batalionu KOP „Nowe Święciany”
- 1 kompania graniczna KOP „Orniany”
- 2 kompania graniczna KOP „Kołtyniany”
- 3 kompania graniczna KOP „Dukszty”
- 4 kompania graniczna KOP „Mieżany”

Z dniem 24 sierpnia 1938 dowódca KOP zarządzeniem nr L.5075/tj.og.org/38 przeniósł dowództwo 2 kompanii granicznej z Kozaczyzny do Ignalina.

## Żołnierze batalionu
| stopień    | imię i nazwisko         | okres pełnienia służby    | kolejne stanowisko       |
| ---------- | ----------------------- | ------------------------- | ------------------------ |
| mjr        | Kazimierz Stawiarski    | 1925 – 1926               |                          |
| mjr        | Adam Wilczyński         | do 7 XII 1926             | dyspozycja dowódcy 83 pp |
| mjr / ppłk | Józef Kobyłecki         | 5 V 1927 – 26 III 1931    | zastępca dowódcy 78 pp   |
| mjr        | Stefan Marceli Kotowski | VII 1931 – 1933           | dowódca baonu 72 pp      |
| ppłk       | Antoni I Sikorski       | 17 XII 1933 – 15 XI 1936  | zastępca dowódcy 34 pp   |
| mjr / ppłk | Tadeusz Woleński        | 15 XI 1936 – 31 VIII 1939 | dowódca 98 pp            |
| kpt.       | Stefan Korzeniewski     | 31 VIII - IX 1939         |                          |

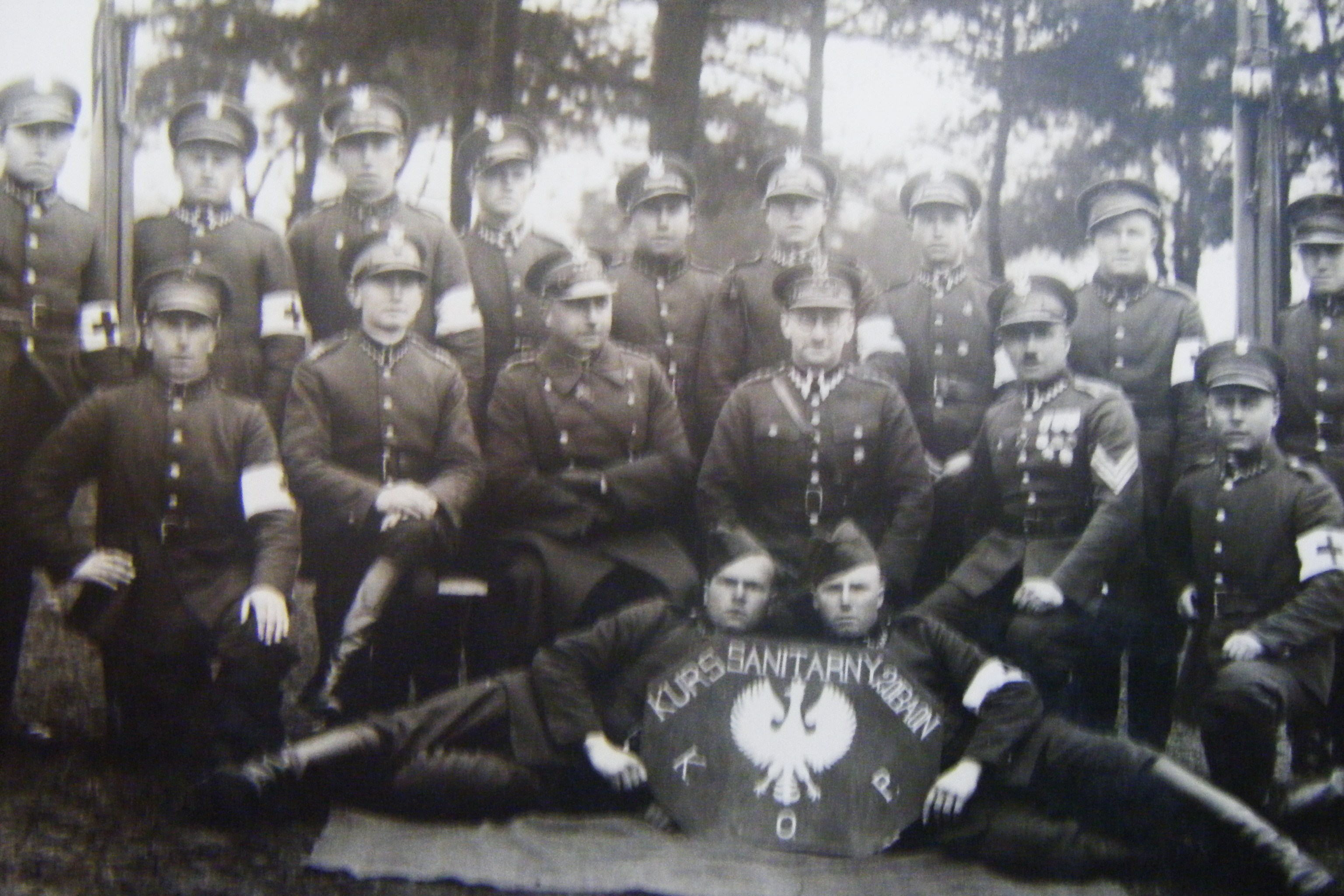
Żołnierze 20 batalionu KOP

Obsada personalna we wrześniu 1928 :
- dowódca batalionu – mjr Józef Kobyłecki
- adiutant batalionu – kpt. Kamil Bril
- kwatermistrz – kpt. Wilhelm Wilczyński
- płatnik – por. Feliks Cebula
- oficer materiałowy – por. Wacław Kotołowski[38]
- oficer żywnościowy – por. Edward Sponar
- oficer wywiadowczy – por. Jan Brewiński
- oficer Łączności – por. Kazimierz Podhajski
- lekarz – por. Zygmunt Pruski
- dowódca 1 kompanii granicznej – kpt. Kazimierz Rutkowski
- dowódca 2 kompanii granicznej – p.o. por. Jakub Szutt
- dowódca 3 kompanii granicznej – kpt. Józef Bieniek
- dowódca kompanii szkolnej – p.o. por. Jan Rapcewicz

Obsada personalna w 1934 :
- dowódca batalionu – ppłk Antoni Sikorski
- adiutant batalionu – kpt. Marian Głut
- kwatermistrz – kpt. Bronisław Krakowski
- oficer materiałowy – por. Stanisław Więckowski
- płatnik – kpt. Feliks Cebula
- lekarz – kpt. Stanisław Rondomański
- dowódca plutonu łączności – kpt. Stanisław Krach
- dowódca kompanii odwodowej – kpt. Franciszek Polkowski
- dowódca kompanii karabinów maszynowych – kpt. Stefan Korzeniewski
- dowódca 1 kompanii granicznej – kpt. Piotr Wasilewski
- dowódca 2 kompanii granicznej – kpt. Antoni Melnarowicz
- dowódca 3 kompanii granicznej – kpt. Witold Świda
- komendant powiatowy PW pasa granicznego – por. Stefan Drabczyk

Obsada personalna batalionu w czerwcu 1939:
- dowódca batalionu – ppłk Tadeusz Woleński[c]
- adiutant batalionu – kpt. Bolesław Jan Rudziński[d]
- dowódca 1 kompanii granicznej – kpt. Władysław Kabat[e]
- dowódca 2 kompanii granicznej – kpt. Jerzy Euzebiusz Bronikowski[f]
- dowódca 3 kompanii granicznej – kpt. Stanisław II Czerwiński[g]
- dowódca kompanii odwodowej – kpt. Włodzimierz Sławomir Kamiński[h]
- dowódca kompanii karabinów maszynowych – kpt. Leon Downar–Zapolski[i]
- dowódca plutonu łączności – kpt. Tadeusz Duński[j]

### Żołnierze batalionu – ofiary zbrodni katyńskiej
Biogramy zamordowanych znajdują się na stronie internetowej Muzeum Katyńskiego
| Nazwisko i imię    | stopień              | zawód      | miejsce pracy przed mobilizacją | zamordowany |
| ------------------ | -------------------- | ---------- | ------------------------------- | ----------- |
| Czerwonko Wacław   | podporucznik rezerwy | leśnik     | Leśnictwo Kukutele              | Katyń       |
| Szewczyk Konstanty | porucznik rezerwy    | nauczyciel | Szkoła Powszechna w Miadziole   | Katyń       |
| Paluch Stanisław   | porucznik            |            | dca pl kompanii odwodowej       | BLK         |